# Абушек, Павел Захарович
Павел Захарович Абушек (бел. Павел Захаравіч Абушэк; 1918—1983) — старший мастер цеха Ижевского мотозавода, Герой Социалистического Труда (1961).

## Биография
Родился 17 июня 1918 года в местечке Понуровка Стародубского уезда (ныне Стародубского района Брянской области) в крестьянской семье. Белорус. Образование начальное.
В 1932 году переехал в Киев. Там в 1934 году окончил ФЗУ, работал на Киевском заводе № 225 токарем.
В 1938—1940 годах проходил действительную военную службу в армии. Служил в Приволжском военном округе в сапёрном батальоне. Участвовал в советско-финляндской войне 1939—1940 годов. После демобилизации с финской войны вернулся в Киев, где снова работал токарем на том же заводе. В 1941 году в рядах народного ополчения участвовал в обороне столицы Украины, за что впоследствии был награждён медалью «За оборону Киева».
Вернулся из ополчения на свой завод и вместе с заводом в августе 1941 года был эвакуирован в Ижевск (Удмуртия). Здесь он был направлен на мотозавод, выпускавший всю войну станковые пулемёты «Максим», где прошла вся его дальнейшая трудовая жизнь.
До 1950 года он трудился токарем, в 1950—1954 годах — сменным мастером, в 1954—1978 годах — старшим мастером различных цехов.
Вплоть до 1978 года П. З. Абушек трудился на мотозаводе.
Его учеником был Иманов, Зуфар Минтимирович шлифовщик, Герой Социалистического Труда.
С октября 1978 года — находился на пенсии. Жил в Ижевске. Скончался 15 февраля 1983 года.

## Награды
- Закрытым Указом Президиума Верховного Совета СССР от 17 июня 1961 года за достигнутые успехи в создании новой техники и обеспечении первого полёта человека в космос Абушеку Павлу Захаровичу присвоено звание Героя Социалистического Труда со вручением ордена Ленина и золотой медали «Серп и Молот».
- Награждён орденом Ленина, медалями «За оборону Киева», «За доблестный труд в Великой Отечественной войне 1941—1945 гг.», «За доблестный труд. В ознаменование 100-летия со дня рождения В. И. Ленина», «Ветеран труда», рядом юбилейных медалей.